# What Drink Did
What Drink Did è un cortometraggio muto del 1909 diretto e sceneggiato da David W. Griffith.

## Trama
Un uomo, bravo lavoratore, buon marito, ottimo padre, si lascia convincere dai compagni a bere. Sarà la fine della sua vita appagata e felice.

## Produzione
Il film, interpretato da David Miles, Florence Lawrence e Gladys Egan e girato nel New Jersey, negli studi della Biograph di Fort Lee, venne prodotto dalla Biograph Company.

## Distribuzione
Il film fu distribuito dalla Biograph Company che lo distribuì nelle sale statunitensi il 3 giugno 1909. Una copia viene conservata negli archivi della Library of Congress di Washington.

### La Critica
"Questi due film , realizzati ad alcuni mesi di distanza, sono interessanti quando si confrontano perché trattano un soggetto simile e utilizzano gli stessi attori. Ma con un'ottica leggermente diversa. Non si tratta di un remake, ma di variazioni o ricami sullo stesso tema: l'alcoolismo. Molto di moda all'inizio del secolo, come testimoniano i film di Lucien Nonguet e Ferdinand Zecca che erano certamente arrivati negli Stati Uniti e che erano stati visti da Griffith. O, senza voler andare lontano, in voga come i racconti naturalistici alla Zola. (...) 

Claude Beylie, Cinémathèque pour vous, 6-7 gennaio/marzo 1973